# Larissa Cunha
Larissa Cunha (1970, en Curitiba) es una fisiculturista brasileña. Posee una licenciatura en educación física por la Pontificia Universidad Católica de Paraná (PUC-PR) y es especialista en entrenamiento deportivo por la UFPR.
Larissa consigue levantar más de 130 kg en fuerza en banco supino, y con las piernas más de 450 kg; y posee 3 % de grasa corporal. Posee una Academia de culturismo en Curitiba.

## Títulos
- Campeona Mundial Nabba World International 2010[4]
- Miss Physique Universe 2009[5][6]
- Vicecampeona Mundial 2007[7]
- Campeona Sudamericana 2007[7]
- Tricampeona Brasileña 2006/2008[7]
- Campeona Paulista 2006
- Bicampeona Copa Sud-Sudeste 2005/2006
- Vicecampeona Sudamérica 2006
- Pentacampeona Paranaense de Fisiculturismo[7]

## Televisión
| Año  | Título               | Personaje    |
| ---- | -------------------- | ------------ |
| 2010 | As Aventuras do Didi | Vilminha     |
| 2013 | Pé na Cova           | Conan        |
| 2013 | Zorra Total          | Mujer fuerte |